# Christopher Columbus (film, 1923)
Pour plus de détails, voir Fiche technique et Distribution.
Christopher Columbus (littéralement : Christophe Colomb) est un film américain réalisé par Edwin L. Hollywood, sorti en 1923. 
Ce film muet en noir et blanc met en scène le navigateur Christophe Colomb (1451–1506). Le film a été tourné à Brooklyn, l'un des cinq arrondissements de la ville de New York.

## Fiche technique
- Titre original : Christopher Columbus
- Réalisation : Edwin L. Hollywood
- Scénario : Arthur E. Krows
- Société de production : Chronicles of America Pictures
- Société de distribution : Pathé Exchange
- Pays d'origine :  États-Unis
- Langue : anglais
- Format : Noir et blanc – 1,33:1 – 35 mm – Muet
- Genre : film historique
- Longueur de pellicule : 1 500 m (5 bobines)
- Année : 1923
- Dates de sortie :
  -  États-Unis : 7 octobre 1923
- Autres titres connus :
  -  États-Unis : Chronicles of America #1: Christopher Columbus

## Distribution
- Fred Eric : Christopher Columbus
- Robert Gaillard : King Ferdinand
- Dolores Cassinelli : Queen Isabella
- Paul McAllister : King John II of Portugal
- Howard Truesdale : The Bishop of Ceuta
- Leslie Stowe : Juan Pérez, prior of La Rábida (en)